# Perzyny (województwo świętokrzyskie)
Perzyny – wieś w Polsce położona w województwie świętokrzyskim, w powiecie włoszczowskim, w gminie Moskorzew. 
Miejscowość wchodzi w skład sołectwa Moskorzew.
W latach 1975–1998 miejscowość administracyjnie należała do województwa częstochowskiego.